# Lancelot-Graal
Pour les articles homonymes, voir Lancelot (homonymie), Graal (homonymie) et Vulgate (homonymie).

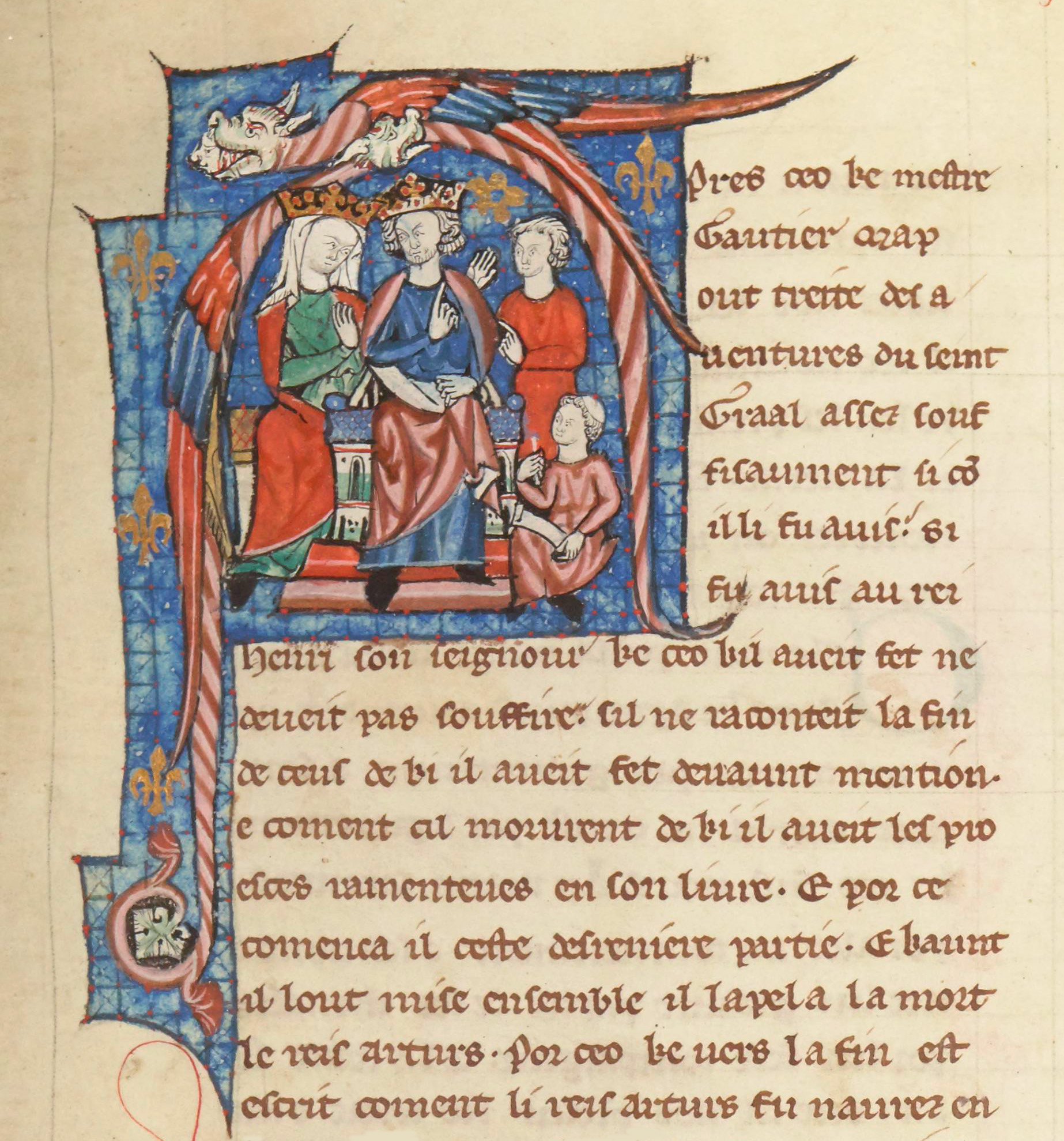
Gautier Map raconte l'histoire de Lancelot du lac à Henri II (roi d'Angleterre) et Aliénor d'Aquitaine.
Lettrine du Lancelot-Graal, vers 1301-1400, BnF, département des manuscrits, Français 123,.

Le Lancelot-Graal, également connu comme Lancelot en prose, Cycle de la Vulgate ou encore Cycle du Pseudo-Map, est une série de cinq œuvres en prose française du Moyen Âge, centrées sur le roman de Lancelot (qui occupe huit volumes dans l'édition d'Alexandre Micha).
Il n'y a pas d'unité de lieu, mais la plupart des épisodes se passent au royaume de Logres, fief du roi Arthur. Ce dernier est l'un des personnages principaux du récit, et autour de lui gravitent une multitude d'autres héros, dont beaucoup sont des chevaliers de la Table ronde. Parmi eux, le célèbre Lancelot du Lac, dont le roman détaille les aventures, y compris les histoires d’amour successives, principalement celle avec la reine Guenièvre (épouse du roi Arthur). Mais le cycle raconte aussi des aventures d'ordre plus spirituel, voire religieux : celles du Saint Graal, vaisseau ayant contenu le sang du Christ, en quête duquel tous les chevaliers de la Table ronde partiront à un moment ou à un autre, le vainqueur de cette compétition sacrée n'étant autre que le fils de Lancelot : Galaad. C’est ainsi qu’on peut considérer que cette œuvre « brouille les limites entre écriture profane et Écriture sainte — notamment grâce aux procédés de la reprise et de la suture textuelles ».
Le cycle, tel qu'il nous est parvenu, avec ses multiples variantes et son foisonnement de personnages, représente une source majeure de la légende arthurienne.

## Historique
Ces textes remontent pour l'essentiel au début du XIIIe siècle, mais les exégèses ont donné peu de réponses définitives quant à leur auteur. Les prologues et épilogues de certaines sections désignent comme auteur Gautier Map (1140-1208/1210), mais cette attribution fictive a été écartée par la critique moderne car il est mort trop tôt pour en être l'auteur. Ce cycle a été l'une des plus importantes sources du Morte d'Arthur de Thomas Malory. Le médiéviste Albert Pauphilet en a publié une traduction partielle en 1922 : La Queste del Saint Graal.

## Composition
L'œuvre est divisée en cinq sections. Les trois dernières ont été les premières écrites, les deux premières ne sont venues qu'ensuite. Ce sont :
1. L'Estoire del Saint Graal (L'Histoire du Saint Graal), à propos de Joseph d'Arimathie et de son fils Josephus rapportant le Graal en Angleterre ;
2. L'Estoire de Merlin (appelée aussi  Merlin en prose), à propos de Merlin et du début de l'histoire du roi Arthur (à cette section on rattache la Vulgate Suite du Merlin, également sur les premières aventures d'Arthur) ;
3. Le Lancelot propre constitue la section la plus longue, occupant environ la moitié de l'ensemble du cycle ; elle porte sur les aventures de Lancelot et des autres chevaliers de la Table ronde, et sur la liaison de Lancelot et Guenièvre ;
4. La Queste del Saint Graal, à propos de la quête du Graal et de son accomplissement par Galahad ;
5. La Mort Artu, sur la mort du roi tué par Mordred et l'effondrement du royaume.

Ce cycle est postérieur au Petit Cycle du Graal, parfois appelé trilogie du (pseudo-)Robert de Boron, qui comprend : 
1. Joseph d'Arimathie
2. Merlin
3. Perceval

Cette œuvre est aussi distincte du cycle Post-Vulgate, écrit entre 1230 et 1240, qui ne comprend que trois branches, à partir de la mise en prose du Joseph et du Merlin de Robert de Boron et d'emprunts au Tristan en prose :
1. Histoire du Saint Graal ;
2. Merlin ;
3. Queste-Mort Artu.

## Manuscrits
Le Lancelot-Graal Project liste plus de 150 manuscrits du Lancelot-Graal en français. Ils datent du XIIIe siècle au XVe siècle. Certains étant incomplets voire très fragmentaires et seul un petit nombre contient l’intégralité de l’œuvre.

### Bibliothèque nationale de France
La Bibliothèque nationale de France dispose de 9 manuscrits complets tandis que la bibliothèque numérique Gallica propose plusieurs versions en ligne :
- Français 113-116 datés de 1470-1475
- Français 117 (vers 1405-1407)
- Français 118 (vers 1405-1407)
- Français 119 (vers 1405-1407)
- Français 120
- Français 749
- Français 1430
- 5 manuscrits ayant appartenu à Antoine-René de Voyer, marquis de Paulmy puis d’Argenson (1722-1787) sont conservés à la Bibliothèque de l'Arsenal :
  - MS 3347, 305 × 218 mm, 349 feuillets,
  - MS 3479, 460 × 313 mm,
  - MS 3480, 460 × 313 mm,
  - MS 3481, 450 × 325 mm, 289 + 2 feuillets,
  - MS 3482, 383 × 282 mm.

### British Library
Deux manuscrits de la British Library sont entièrement numérisés :
- Royal MS 14 E III, 485 x 335mm,
- Royal MS 20 D IV, 340 x 240mm,

D’autres manuscrits sont présents dans les collections de la British Library :
- MS Egerton 2515,
- MS Harley 4419,
- MS Lansdowne MS 757,
- MS Royal 19 B. vii,
- MS Royal 19 C. xii,
- MS Royal 19 C. xiii,
- MS Royal 20 A. ii,
- MS Royal 20 B. viii,
- MS Royal 20 C. vi,
- MS Royal 20 D. iii.

### Rennes

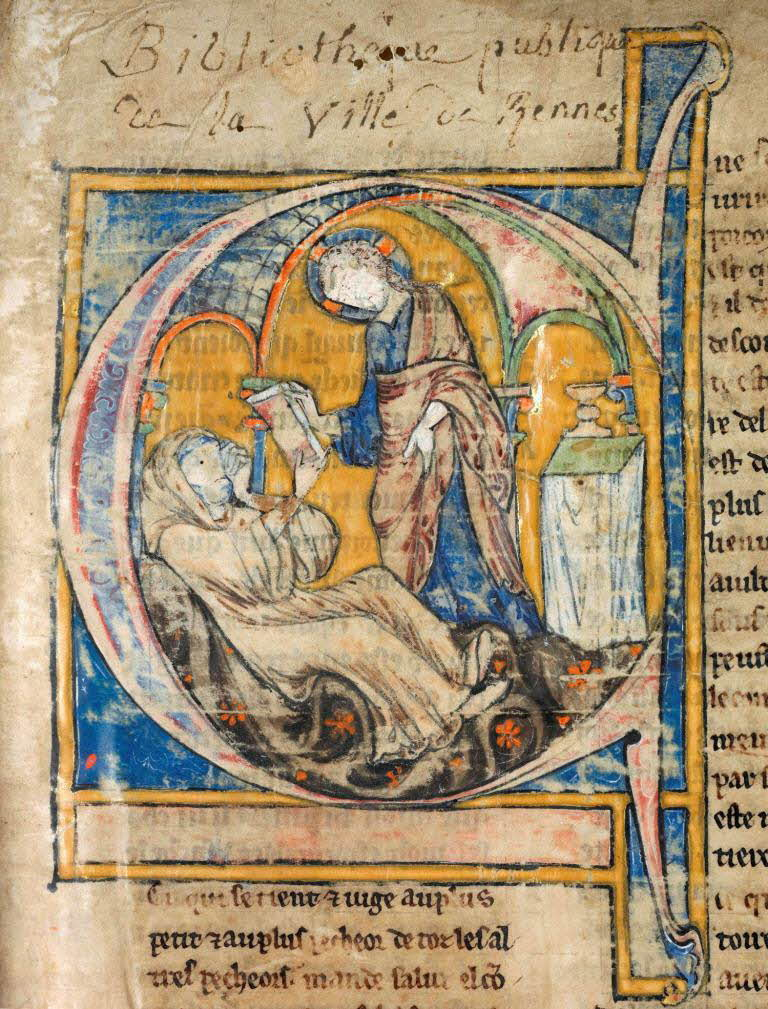
Le Christ tend un livre à l'auteur, première initiale historiée du manuscrit rennais.

Un des plus anciens manuscrits enluminés connus du Lancelot-Graal est celui conservé actuellement à la bibliothèque de Rennes Métropole. Il est daté des années 1220. À travers les siècles, il a appartenu successivement à plusieurs personnalités et institutions rennaises : famille de Montbourcher, Noël du Fail, Pierre Hévin, l’abbaye Saint-Melaine de Rennes avant d’être confisqué à la Révolution en tant que bien national au profit de la bibliothèque publique de la ville de Rennes. Il est incomplet ; ses 276 feuilles ne contiennent que trois des cinq histoires : l'Histoire du Saint Graal, le Merlin, et le Lancelot.